# Phil Hellmuth
Phillip J. Hellmuth, Jr., né le 16 juillet 1964 à Madison dans l'État du Wisconsin, est un joueur de poker professionnel. Il est membre du Poker Hall of Fame.

## Réussite dans le Poker

### World Series of Poker
Le 15 mai 1989, Phil Hellmuth âgé de 24 ans devient le plus jeune joueur à gagner le tournoi principal des WSOP.
Lors de l’édition 2006 des WSOP, après avoir déçu lors des deux précédentes, il gagne son dixième bracelet lors du #No Limit Hold'em 1 000 USD rebuy. À l'époque, cela le mettait à égalité avec les légendes du poker que sont Doyle Brunson et Johnny Chan. Lors de l'édition 2007 des WSOP, Hellmuth remporta un onzième bracelet lors du No Limit Hold'em 1 500 USD, battant ainsi un record.
Le 11 juin 2012, il remporte son douzième bracelet dans le Razz 2 500 USD ainsi que la somme de 182 793 USD, battant ainsi son propre record. Ce titre fut son premier obtenu dans une autre variante que le hold'em. La même année Phil remporte son treizième bracelet aux WSOP Europe. Son avance fut désormais de trois bracelets sur ses poursuivants.
Hellmuth détient également le record du nombre de places payées aux WSOP (118 en 2016) devant Erik Seidel (101), et le nombre de tables finales jouées (59). Aux WSOP 2011, il a aussi obtenu le record du joueur ayant obtenu le plus grand nombre de secondes places, dont une seconde place au lucratif Player's Championship au coût de cinquante mille dollars de droit d'entrée.
En 2016, tout au long de sa carrière, Hellmuth a gagné 14 513 288 USD aux WSOP. Il est classé cinquième sur la liste des joueurs ayant accumulé le plus d'argent lors des WSOP.
Lors des WSOP 2015, il remporte son quatorzième bracelet au Razz 10 000 USD.
En 2018, il remporte son quinzième bracelet des WSOP à un Event en No-limit Hold'em à 5 000 USD.
En 2021, il remporte son seizième bracelet des WSOP dans un Event en No-Limit 2-7 Lowball à 1500 USD de Buy-in

#### Bracelets des World Series of Poker
| Année | Tournoi                                        | Gain          |
| ----- | ---------------------------------------------- | ------------- |
| 1989  | 10 000 USD No Limit Hold'em World Championship | 755 000 USD   |
| 1992  | 5 000 USD Limit Hold'em                        | 188 000 USD   |
| 1993  | 1 500 USD Limit Hold'em                        | 138 000 USD   |
| 1993  | 2 500 USD No Limit Hold'em                     | 161 400 USD   |
| 1993  | 5 000 USD No Limit Hold'em                     | 173 000 USD   |
| 1997  | 3 000 USD Pot Limit Hold'em                    | 204 000 USD   |
| 2001  | 2 000 USD No Limit Hold'em                     | 316 000 USD   |
| 2003  | 2 500 USD Limit Hold'em                        | 171 400 USD   |
| 2003  | 3 000 USD No Limit Hold'em                     | 410 860 USD   |
| 2006  | 1 000 USD No Limit Hold'em rebuy               | 631 863 USD   |
| 2007  | 1 500 USD No Limit Hold'em                     | 637 254 USD   |
| 2012  | 2 500 USD Razz                                 | 182 793 USD   |
| 2012  | 10 450 EUR WSOPE No Limit Hold'em Main Event   | 1 022 376 EUR |
| 2015  | 10 000 USD Razz Championship                   | 271 105 USD   |
| 2018  | 5 000 USD No-limit Hold'em (30 minute levels)  | 485 082 USD   |
| 2021  | 1 500 USD No-limit 2-7 Lowball                 | 84 951 USD    |
| 2023  | 10 000 USD Super Turbo Bounty                  | 803 818 USD   |

### World Poker Tour
Hellmuth n'a encore jamais gagné de World Poker Tour (WPT). Il rentre toutefois dans les « places payées » à neuf reprises et participe à deux tables finales. Il termine quatrième au No Limit Hold'em 3 000 USD du WPT en 2000 et troisième du No Limit Hold'em 10 000 USD du WPT à Foxwoods en 2003. Il participe également à deux tournois du WPT auxquels il est convié : le WPT by The Book en 2004 et le WPT Bad Boys of Poker II en 2006 finissant troisième à ces deux événements> .
Jusqu'à aujourd'hui, Hellmuth a gagné 691 109 USD lors des tournois du WPT pour neuf places payées et trois tables finales.

### Autres tournois
Hellmuth a été le champion de la troisième saison des Late Night Poker.
En 2005, Hellmuth a gagné le premier National Heads-Up Poker Championship. Il se défit de Men Nguyen, Paul Phillips, Huck Seed, Lyle Berman et Antonio Esfandiari en chemin pour la finale contre Chris Ferguson duquel il se défit également. En 2006, essayant de réitérer sa performance de l'année précédente, il perdit lors de la première phase contre Chip Reese. Hellmuth ne participa pas à cet événement en 2007, car déjà investi dans le « PartyPoker.com Premier League Poker ». Il gagna quatre de ses six matches pour finir troisième lors de la finale. Hellmuth participa à l'édition 2008 et se fit éliminer par Tom Dwan alias Durrrr.
Il apparaît régulièrement dans la série Poker After Dark, soit comme joueur, soit comme commentateur. Il apparaît également dans les saisons 1 et 4 de la série télévisée High Stakes Poker.
Le total de ses gains en tournoi s'élève à 19 300 000 USD. Il est actuellement huitième au classement des plus gros gagnants en tournois.

### Activités liées au poker
Hellmuth a produit plusieurs vidéos d'apprentissage, dont Ultimate White To Black Belt Course ou Phil Hellmuth's Million Dollar Poker Secrets. Il a écrit des articles pour le mensuel américain Card Player Magazine (en) et quelques livres sur le poker: Play Poker like the Pros, Bad Beats, Lucky Draws, The Greatest Poker Hands ever Played, et Poker Brat lequel contient des éléments autobiographiques et des conseils. Au printemps 2006, Hellmuth remplaça Phil Gordon pour commenter Celebrity Poker Showdown sur la chaîne Bravo.

## Personnalité et controverses

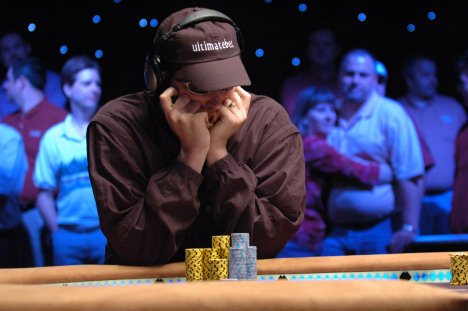
Phil Hellmuth aux Séries Mondiales de Poker en 2006.

Hellmuth est connu pour faire des remarques hargneuses sur le niveau de ses adversaires, surtout après avoir été victime d'un bad beat. Lors du tournoi principal (Main Event) des WSOP de 2005, Hellmuth lance la phrase culte à sa femme dans le public “I can dodge bullets, baby!” (« Je suis capable d'éviter les balles, chérie ! ») après avoir couché A K (As Roi) contre un adversaire ayant A A (paire d'as) avec un tableau arc-en-ciel A 4 4 Q. Il a également accusé un joueur amateur de n'être même pas capable d'épeler le mot « poker » après que celui-ci est allé à tapis préflop, avec Roi Valet contre As Roi de Phil et qu'il a gagné le coup in extremis.
Quelques citations de Phil :
- « S'il n'y avait aucune part de chance, je pense que je battrais tout le monde. »
- « J'ai révolutionné la façon de jouer au Texas Hold'em No-Limit. »

Lors de la première semaine de la série télévisée Poker After Dark sur la chaîne NBC, après que les professionnels Shawn Sheikhan, Steve Zolotow, Gus Hansen, et Huck Seed ont refusé de se taire alors que c'était au tour de Phil de parler lors d'une main où Annie Duke l'a relancé, il a menacé de ne plus participer à ce tournoi puis a quitté la table. Annie était la seule joueuse qui était resté silencieuse lors de l'altercation. Hellmuth est finalement revenu s'asseoir mais fut éliminé quelques mains après.
Alors que de nombreux professionnels, amateurs et fans considèrent ses excentricités comme de mauvais goût et arrogantes, ils respectent son talent et sa personnalité hors du monde du poker. On peut se demander si Hellmuth ne se serait lancé dans la provocation par calcul, l'exploitation de son image étant largement basée sur son côté de sale gosse du poker (Poker Brat).
Le principal sponsor de Phil, le site de poker en ligne UltimateBet (en), avait prévu qu'il arrive aux WSOP de 2007 au volant d'une voiture de course, habillé d'une combinaison de course et d'un casque, escorté par onze filles, une pour chacun de ses onze bracelets WSOP. Malheureusement Hellmuth a perdu le contrôle de la voiture de course et a heurté un muret en béton dans le parking du Rio. C'est finalement en limousine que Hellmuth est arrivé au tournoi, avec deux heures de retard, sous l'oeil des caméras. Bien que Helmuth soutienne le contraire, il est possible que l'accident ait fait partie de la mise en scène, car cet incident a par la suite été médiatisé dans une publicité pour la salle de jeu.

## Vie personnelle
Hellmuth a fréquenté l'University de Wisconsin-Madison pendant trois ans avant de s'adonner au poker à plein temps. Hellmuth réside à Palo Alto en Californie avec sa femme Katherine Sanborn (laquelle fut convaincue par Phil de participer au « Ladies' Event » des WSOP en 2005, où elle fut éliminée par la gagnante Jennifer Tilly) et ses deux fils, Phillip et Nicholas.